# 努沃伦托
努沃伦托（義大利語：Nuvolento），是意大利布雷西亚省的一个市镇。总面积7平方公里，人口4027人，人口密度575.3人/平方公里（2009年）。国家统计（ISTAT）代码为017119。